# İbrahim Toraman
Ibrahim Toraman, född 20 november 1981, är en turkisk före detta fotbollsspelare. Han spelade främst som försvarare. Han spelade under större delen av sin karriär för Beşiktaş. 
Toraman debuterade för det turkiska landslaget 2002.